# 澤谷大樹
澤谷 大樹（さわたに たいき、1999年6月11日 - ）は、日本の男性キックボクサー。石川県金沢市出身。HAWKGYMに所属。第8代DEEP☆KICKスーパーフェザー級王者。